# Sergiu Natra
Sergiu Natra (în ebraică: סֶרג'יוּ נַטרָא, nume la naștere Sergiu Nadler, n. 12 aprilie 1924, București, România – d. 23 februarie 2021) a fost un compozitor israelian de muzică cultă, evreu originar din România.
Între altele, s-a distins prin creațiile sale "Simfonie în Roșu, Albastru, Galben și Verde" (2016), "Simfonia „Orizonturi” pentru orchestră de coarde", "Marș și Coral pentru orchestră simfonică" (1944),  Simfonia „Pamânt și Apă” pentru orchestră", Simfonia „Spațiu-timp” pentru orchestră de coarde "Divertimento în Stil Antic pentru orchestră de coarde cu pian" (1943), "Uvertură festivă - Toccata și Fugă pentru orchestră", "Variațiuni pentru pian și orchestră", de asemenea mai multe lucrări pentru harpă -  Muzică pentru vioară și harpă ,  „Sonatina, „Divertimento pentru harpă și instrumente de coarde , Muzica pentru Nicanor”, Sonata cu o singură parte, Commentaires sentimentaux.

## Biografie
Sergiu Natra s-a născut în data de 12 aprilie 1924 la București, Regatul României, sub numele Sergiu Nadler, în familia lui Benjamin Nadler și Nora, născută Lustgarten, familie de evrei cu rădăcini în Austria, Germania și Cehia. În copilărie el a învățat pianul, între altele, cu Nicolae Dinicu, de asemenea teoria muzicii, ocupându-se cu compoziția de la o vârstă timpurie. A studiat la Conservatorul evreiesc de artă din Bucuresti, apoi la Academia de muzică din București, între altele teoria muzicii, compoziția, și orchestrația, avându-i ca profesori, între alții pe Leon Klepper și pe Mihail Andricu. 
„Marș și coral” pentru orchestră din anul 1944, i-a adus curând renumele de modernist. Filarmonica palestiniană din Tel Aviv a interpretat această piesă în anul 1947, sub bagheta lui Eduard Lindenberg. Pentru această creație și pentru „Divertismentul în stil clasic” din anul 1943, Natra a fost distins cu Premiul Enescu pentru compoziție. 
Compozitorul și familia sa au suferit vicisitudini în timpul regimului antonescian și apoi și în anii regimului comunist.  
Lucrarea „Patru poezii” pentru bariton și orchestră, a fost ultima creație care a fost interpretată în premieră în România, înainte de emigrarea sa în Israel. În 1962, Filarmonica israeliană a interpretat Simfonia sa pentru orchestra de coarde. Natra a putut părăsi România abia în 1961, la trei ani de la depunerea cererii. În perioada de așteptare, atât lui cât și soției sale, Sonia (născută Rosen), sculptoriță, pictoriță și poetă , nu li s-a permis să publice sau să lucreze în profesia lor. 
În Israel, Natra și soția s-au stabilit la început la Ramat Aviv. 
În anul 1964, Filarmonica israeliană din Tel Aviv, a interpretat, sub bagheta lui Sergiu Comissiona, „Simfonia penru instrumente de coarde”, ultima lucrare muzicală pe care a creat-o în România. 
„Muzica pentru vioară și harpă”, compusă de Natra în 1960 (pentru violonistul Lucian Savin și harpista Roxana Buracu) a fost executată în premieră de către solistele Miriam Fried (vioară) și Françoise Netter (harpă).
Sergiu Natra este considerat ca având o orientare europeană, cu un stil de scriere caracterizat de un flux melodic, o limbă atonală, o gândire polifonică și o dezvoltare gradată a motivului. El folosește uneori folclorul evreiesc ca sursă de inspirație. 
În afara activității de compozitor, prof. Natra și-a închinat o parte din activitate celei didactice. Între anii 1975-1985 el a predat ca profesor la Academia de muzică la Universitatea din Tel Aviv. A predat, între altele, despre muzica secolului al XX-lea, compoziția și analiza formelor. Printre elevii săi se numără dirijorul Lior Shambadal, compozitorul și dirijorul Rafi Kadishson, compozitorii Erel Paz, Reuven Sarussi, Dvora Rothstein Shram, Dror Elimelekh, violonistul Yonathan Brick, pianiștii Sally Pinkas, Eugene Alkalay, Eran Lupu, Sivan Silver și Gil Garburg, pianistul și dirijorul Yoni Farhi, 
Sergiu Natra și soția sa, Sonia, au avut împreună doi fii, Gabriel și Daniel.
Compozitorul Sergiu Natra a decedat în data de 23 februarie 2021, la vârsta de 96 de ani, la o lună după decesul soției sale.

## Premii și distincții
- 1945 - Premiul Enescu pentru compoziție
- 1951 - Premiul de Stat al României pentru compoziție
- 1966 - Premiul Milo
- 1970 - Premiul Engel (Israel) din partea Primăriei Tel Aviv
- 1984 - Premiul în memoria primului ministru Levi Eshkol (Israel)
- 1989 - Premiul AKUM (Asociația Compozitorilor, Autorilor și Editorilor din Israel) pentru întreaga sa activitate
- Premiul Palty

## Opera muzicală (listă parțială)
- Divertimento în Stil antic (1943) pentru orchestră de coarde; 12'15", premieră: 1943, București, Orchestra Simfonică Evreiască; a primit mai târziu Premiul Enescu (1945)
- Marș și coral (1943) pentru orchestră, 10', premieră: 1944, București, distinsa cu Premiul Enescu (1945) "Revolta unui tânăr compozitor împotriva opresiunii naziste din timpul celui de-al Doilea Război Mondial -
- Potopul, muzica de scenă (1944) pentru adaptarea de către Mihail Sebastian a piesei lui Johann Henning Berger, premieră: 1944, București
- Râs și lacrimi (1944), muzică de scenă pentru „Dragostea celor trei portocale” de Carlo Gozzi (în colaborare cu Edgar Cosma), premiera: 1944, București
- Drum spre lagărul de concentrare (1944), muzică de dans pentru recitalul balerinei Judith Taussinger, premiera: 1944, București
- Cvartet de coarde no. 1 (1944)
- Divertimento în stil antic (1945) pentru orchestră de coarde cu pian, 14', premiera: 1945, Orchestra Filarmonică din București sub bagheta lui Mihail Jora , a obținut Premiul Enescu
- Trei cortegii de stradă (1945) pentru pian, premiera: 1945, București
- Suită pentru pian (1945)
- Patru poezii (1945) muzica de scenă pentru recitatori, vioară și pian, pe versuri de Margareta Dorian și Liana Maxy, premiera: 1945, București
- Variațiuni pentru pian (1946)
- Fata soldat (1947) poem muzical pentru recitator și pian, versuri de Ilya Ehrenburg, premiera: 1947, Bucuresti, cu participarea lui Lucia Sturdza Bulandra
- Muzică pentru copii și pian, 4'10′33", 7 piese pe melodii populare românești din Colecția Bartók de muzica din Bihor, premiera: 1947, București
- Cântec pentru Republică (1948), pentru cor mixt și pian, pe cuvinte de Nina Cassian, premiera: 1948, București
- Cântec de primăvară (1948), pentru cor de copii și două voci egale, versuri de Letiția Papu, premiera: 1948, București
- Suită pentru orchestră (1949), 4 părți, 11'15"; premeira: 1950, Orchestra din București; distinsă cu Premiul de stat al R.P.Române, dedicată profesorului său, Leon Klepper ; Suita face parte din muzica pentru filmul documentar „Țară Nouă în Valea Prutului”,
- Două piese pentru jurnale cinematografice 1950 , pentru orchestră, muzică de film
- Simfonia no. I pentru orchestră (1951–1953), 25', premiera 1951 (partea I), 1953 (4 părți), Orchestra Radiodifuziunii Române
- Culegere de cântece muncitorești (1952)
- Patru poezii (1956) pentru bariton și orchestră 28', Texte de Ștefan O. Iosif, Mihai Eminescu, Tudor Arghezi, Emil Isac, premiera : 1958 Bucharest, Filarmonica Română
- Patru poezii (1956) pentru bariton și pian, 28', Texte de Ștefan O. Iosif, Mihai Eminescu, Tudor Arghezi, Emil Isac
- Simfonia no. II pentru orchestră de coarde (1959), 26'; premiera: 1962, Orchestra Filarmonică Israeliană, Tel Aviv
- Muzică pentru vioară și harpă (1960), 12', premieră: 1965, Tel-Aviv
- Toccata-Fugă Uvertura festivă (1963) pentru orchestră, 12', premiera: 1963, Israel, Radio Philharmonic Orchestra
- Muzică pentru clavecin si șase instrumente (1964) clavecin, flaut, clarinet, 2 viole, violoncel, contrabas, 19’, premiera: 1964, Jerusalim; numeroase interpretări în cadrul muzicii pentru baletul „Așteptarea”
- Sonatină pentru harpă (1963), 7', solo harpă, premieră: 1963, Israel; premiul pentru lucrarea obligatorie la Concursul internațional de harpă
- Simfonie pentru instrumente de coarde (1964), 19", premiera: 1972 Orchestra Simfonică Ierusalim
- Muzică pentru oboi și instrumente de coarde (1965) în 3 părți, 16', premieră: 1965, Ansamblul de cameră israelian, dedicat soției, Sonia
- Variațiuni pentru pian și orchestră (1966), 22'10", premieră: 1967, Orchestra Filarmonica Israeliană, Tel Aviv
- Limbile de foc (1967) (Le'shonot ha'esh) muzica de balet in 4 acte pentru orchestră de cameră, 35’, premiera: 1967, Compania de dans Bat Sheva la Pearl Lang, Statele Unite
- Cântarea Deborei (1967) (Shirat Devorah),pentru mezosoprană și orchestră de cameră; textul din Bible: Judecători: 5, în ebraică, 17', premiera: 1967, Ansamblul Israelian de Cameră într-un turneu in Statele Unite; a fost distinsă cu Premiul Engel al Primariei Tel Aviv
- Suita Limbile de foc (1968) în 3 părți pentru orchestră de cameră, 22’, premiera: 1968
- Preludiu și Neemia zidește al Doilea Templu (1968) pentru cor (sopran, alt, tenor ,bas), bariton și orchestră, pe texte din Biblie, Apocrife, Cartea lui Neemia, în ebraică, 10', premiera: 1968, Orchestra Simfonică Ierusalim
- Sonatină pentru trombon în 5 părți (1969), 11’, solo trombon , premiera: 1969
- Sonatină pentru trompetă în 4 părți (1969), 8’, solo trompetă,premiera: 1969
- Interludiu și Rugăciune (1970) pentru harpă solo, 6', premiera: 1970
- Trio într-o singură parte no. 1 (1971) piano trio, 12', premieră: 1972, Tel-Aviv
- Dedicare (1972) pasaje din Biblie - Psalmi, Isaia, în ebraică , premieră: 1972, Orchestra Filarmonica Israeliană
- O Carte de cântece ebraice (1973) 10 piese pentru harpă, 12', premieră: 1977, Tel-Aviv; după cântece din diverse comunități evreiești - piesă obligatorie la Concursul israelian de harpă 2014
- Divertimento pentru harpă și coarde (1974) pentru cvartet și contrabas ad lib., 15', premieră: 1977, Boston, Conferința Societății Naționale de Harpă din Statele Unite; de asemenea în 1983 la Congresul Mondial de Harpă de la Maastricht, Olanda
- Serviciu sacru (1975), (Avodat kodesh) pentru cor, bariton, soprană, vioara, violoncel, harpă, și orgă, 40’, premiera: 1982, la [Templul Emanu-El din San Francisco, CA,
- Serviciu sacru (1975) pentru 3 coruri, orgă, cor (SATB), bariton, soprană, vioară, violoncel, harpă, & orgă, 7’, premiera: în Israel
- Serviciu sacru (1975) 2 cântece pentru soprană și pian, 11', premiera:în Israel
- Descoperiri (1976) ("Entdeckungen") joc de copii pentru 10 pedale de harpă , 5 harpe irlandeze, și percuție (3), pe text de Phia Berghout (Olanda); Sonia și Sergiu Natra, în germană, 7', premiera: 1977 Maastricht, Olanda; proiect pentru Zilele Societății Internaționale de Muzică Contemporană la Bonn, Germania
- Pagini din Jurnalul compozitorului (1978), pentru orchestră de cameră, 15', premieră: 1978, Ansamblul israelian de cameră
- Variațiuni (1978) pentru clavecin, 13', premiera: 1978, Tel Aviv
- Cântarea Deborei (1978), pentru voce și orchestră întreagă,pe text din Bible: Judecători: 5, în ebraică, 17', premiera cu Orchestra Radiodifuziunii Ierusalim
- Serviciu sacru (1978) pentru orchestră de cameră,voce solo și cor, premiera: 1983, Tel Aviv
- Muzeu pe colină (1979) muzică de film pentru clarinet, corn francez, violă, violoncel, pian, harpă, percuție, și acordeon, 27'; înregistrată, 1979, la Centrul de cinema din Ierusalim, despre Muzeul Israel din Ierusalim
- Ore (1981) 7 lieduri pentru mezosoprană, clarinet, vioară, și pian, pe text de Sonia Natra, 12', premiera: 1981, Tel Aviv
- Jurnalul unui coreograf (1982) muzică de balet pentru flaut, pian, & bandă înregistrată, 30', premiera: 1982, Tel Aviv, Compania de dans Bat Sheva (Robert Cohan, Marea Britanie)
- Muzică pentru harpă și trei alămuri (instrumente de suflat) (1983) harpă, trompetă, trombon, și corn francez, 8', premiera: 1983, Tel Aviv
- Miracolul popoarelor (1984) (Nes amim) cantată pentru cor (SATB), soprană, bariton, și orchestra de cameră, pe text din Bible: Isaia, în germană, 16', premieră: 1984, Ierusalim
- Divertimento pentru harpă și flaut, vioară, violă, violoncel, și contrabas ad lib. în 3 părți (1985), 15'
- Muzică pentru vioara și pian (1986), versiune bazată pe Muzica pentru vioară și harpă (1981)
- Fantezie pentru violoncel și pian (1987), premieră: Israel
- Sonatină pentru pian (1987), versiune bazată pe Sonatina pentru harpă (versiunea din 1963)
- Dezvoltări (1988) pentru violă și orchestră de cameră, 15', premiera: 1989 Orchestra de cameră a Kibuțurilor din Netanya
- Dezvoltări (1988) pentru vioară și pian, 15'
- Muzică pentru Nicanor (1988) pentru harpă, flaut, clarinet și cvartet de coarde, 12', premiera: 1990, în Statele Unite ; comandată de harpistul Nicanor Zabaletta
- Ziduri antice (1990) pentru harpă și trombon, 10', premiera: la Congresul Mondial de Harpă în Franța
- Cvartet de coarde No. 2 (1991), 15', premieră: Israel, Festivalul Kfar Blum
- Concerto pentru quattro (1993) - clarinet, trombon, violoncel, orgă, și orchestră de coarde, 18'
- Sonata pentru 4 harpe (1993), compusă în timpul șederii lui Sergiu Natra la Paris la „Cité des Arts” (1992)
- Ballade Millénaire (1998), pentru harpă solo, 7'; premiera: 1998, Israel, Concursul Internațional de harpă din Israel
- Aripi (1994), 4',pentru cor (SATB), pe text de Sonia Natra în ebraică, dedicat nepoatei, Gillie
- Harmonic Tone Image pentru Sivan și Gil (1998)- pentru 2 piane, 10', premiera: 2000, duo de pian in interpretarea lui Sivan Silver și Gil Garburg
- Reflecțiuni la cântecul lui Mordechai Zeira „Doi trandafiri”(1998) cvartet de coarde, 3'
- Sonată într-o singură parte (1999) pentru harpă și cvartet de coarde, 15', premiera: Praga, Al 7-lea Congres Mondial de Harpă
- Trei poezii (2000) „Exod”, „Ricercare”, „Destin”, pentru voice, pe text de Sonia Natra
- Trio într-o singură parte no. 2 (2001) pentru triou cu pian, 14', premiera: la Ierusalim; dedicată lui Hava Armon
- Două poezii(2001) Migrație și Ricercare, pentru voce și harpă , 6', pe text de Sonia Natra, premiera: în Franța
- Commentaires Sentimentaux (2002) pentru flaut, violă, și harpă, premiera: 2002, Trio Turner la Radio France; de asemenea la Al 8-ea Congres Mondial de Harpă ,în Elveția 2002; piesă obligatorie la Concursul Internațional de Harpă
- Trio într-o singură parte no. 3 (2006) pentru două cornuri franceze și harpă, 10', premiera: 2006, Berna, Daniel Lienhard
- Variațiuni (2007) pentru clavecin, 13', variațiuni pe o temă a compozitorului, premiera: 1994, Israel
- Pagini din Jurnalul scriitorului (2008), pentru orchestra dublă de cameră , 15', first performance: 2009, Orchestra de cameră a Radiodifuziunii israeliene

- Cantosonata pentru harpă (2011), 7', premiera: 2012, Taipei, Taiwan, dedicată Isabellei Perrin și lui Gabi Natra
- Sonata pentru clarinet (B) și pian (2011), dedicată lui Hava și Ernest Armon
- Konzertstuck pentru două piane și orchestră (2012), premiera: due in 2015, Ierusalim
- Divertimento în stil antic pentru pian - la patru mâini (2012), 14'
- Esquisses pentru flaut și pian (2013)
- Dialog cu Gabi pentru pian (2015), 16'
- Simfonie în patru părți (2015), 30', bazată pe Simfonia no. I
- Patru poezii pentru bariton și orchestra în versiuni engleză și franceză (in work), 28'